# Lepidostoma vernale
Lepidostoma vernale är en nattsländeart som först beskrevs av Banks 1897.  Lepidostoma vernale ingår i släktet Lepidostoma och familjen kantrörsnattsländor. Inga underarter finns listade i Catalogue of Life.